# Frank Emmelmann
Frank Emmelmann (ur. 15 września 1961 w Schneidlingen) – niemiecki lekkoatleta sprinter reprezentujący NRD, mistrz Europy.

## Kariera zawodnicza
Pierwszym międzynarodowym sukcesem Emmelmanna było zwycięstwo w biegu na 200 metrów i 2. miejsce w biegu na 100 metrów podczas finału Pucharu Europy w 1981 w Zagrzebiu. W tym samym roku w Pucharze Świata w Rzymie był drugi w sztafecie 4 × 100 metrów i trzeci na 100 metrów i na 200 metrów. 9 lipca 1982 sztafeta 4 × 100 metrów w składzie Thomas Schröder, Detlef Kübeck, Olaf Prenzler i Emmelmann ustanowiła wynikiem 38,29 s rekord NRD, który do 2012 był rekordem Niemiec. Na mistrzostwach Europy w 1982 w Atenach zdobył trzy medale: złoty w biegu na 100 metrów, srebrny w sztafecie 4 × 100 metrów (biegła w składzie: Kübeck, Prenzler, Thomas Munkelt i Emmelmann) oraz brązowy w biegu na 200 metrów.
Zwyciężył na 100 metrów w finale Pucharu Europy w 1983 w Londynie. Na pierwszych mistrzostwach świata w 1983 w Helsinkach zajął 5. miejsce w finale biegu na 200 metrów, a na 100 metrów odpadł w półfinale. Wschodnioniemiecka sztafeta 4 × 100 metrówmetrów z Emmelmannem na ostatniej zmianie zajęła 4. miejsce.
Reprezentacja NRD zbojkotowała letnie igrzyska olimpijskie w 1984 w Los Angeles. Emmelmann nie wystąpił również w zawodach Przyjaźń-84. W finale „A” Pucharu Europy w 1985 w Moskwie zwyciężył na 200 metrów i zajął 3. miejsce na 100 metrów. Ustanowił wówczas rekord NRD na 200 metrów wynikiem 20,23 s, który jako rekord Niemiec został poprawiony dopiero przez Tobiasa Ungera w 2005 (20,20 s). W Pucharze Świata w 1985 w Canberze zajął 2. miejsce na 200 metrów i 3. miejsce na 100 metrów. 22 września 1985 ustanowił rekord NRD na 100 metrów wynikiem 10,06  s, który do lipca 2014 był rekordem Niemiec.
Na halowych mistrzostwach Europy w 1986 w Madrycie zajął 4. miejsce w biegu na 60 metrów. Na mistrzostwach Europy w 1986 w Stuttgarcie zdobył srebrny medal w sztafecie 4 × 100 metrów (w składzie: Schröder, Steffen Bringmann, Prenzler i Emmelmann). Indywidualnie był ósmy w finale biegu na 200 metrów.
Emmelmann był mistrzem NRD na 100 metrów w 1981, 1982 i 1985, wicemistrzem w 1984 i 1987 oraz brązowym medalistą w 1988. Na 200 metrów był mistrzem w 1981, 1984, 1985, 1987 i 1988, a także brązowym medalistą w 1989. Zdobył również mistrzostwo NRD w sztafecie 4 × 100 metrówmetrów w 1981 i 1985. W hali był mistrzem NRD na 60 metrów w 1981 i 1984, wicemistrzem w 1985 oraz brązowym medalistą w 1987, a także mistrzem na 100 jardów w 1985 i wicemistrzem w 1984 i 1986.
Mąż sprinterki olimpijski Kirsten Emmelmann.

## Rekordy życiowe
| Konkurencja               | Data i miejsce                | Wynik |
| ------------------------- | ----------------------------- | ----- |
| bieg na 55 metrów (hala)  | 3 lutego 1984, Albuquerque    | 6,13  |
| bieg na 60 metrów (hala)  | 15 lutego 1986, Senftenberg   | 6,57  |
| bieg na 100 jardów (hala) | 22 stycznia 1984, Senftenberg | 9,51  |
| bieg na 100 metrów        | 22 września 1985, Berlin      | 10,06 |
| bieg na 100 metrów (hala) | 15 stycznia 1984, Berlin      | 10,36 |
| bieg na 200 metrów        | 18 sierpnia 1985, Moskwa      | 20,23 |